# Hircsák István
Hircsák (Csák) István (Budapest, 1915. február 18. – London, 1976. december 31.) magyar gyeplabda és jégkorong kapus, labdarúgó. Tizenegyszeres magyar bajnok jégkorongozó. Az 1930-as évektől a második világháborúig Európa legjobb jégkorong kapusai között tartották számon.

## Karrier
Gyeplabda kapusként kezdte pályafutását a Magyar Atlétikai Club csapatában. Jégkorongozóként 1930-ban a Ferencváros jégkorong csapatában mutatkozott be. 1935-ben meghívást kapott a jégkorong Európa-válogatottba a Kanada elleni mérkőzésre. A magyar válogatott tagjaként részt vett az 1936-os téli olimpián, valamint gyeplabdázóként az ugyanebben az évben megrendezett nyári olimpián is. 1935-ben és 1937-ben tagja volt a Főiskolás világbajnokságon győztes magyar jégkorong válogatottnak. 1933 és 1939 között minden jégkorong világbajnokságon részt vett. 1938-ban eligazolt a Ferencvárosból, az 1938–1939-es szezont már a Budapesti Korcsolyázó Egylet színeiben kezdte, ahol több lehetőséget látott a nívós külföldi csapatok elleni szereplésre. Ebben a csapatban játszott egészen 1946-ig, ugyanis ebben az évben a Budapesti Korcsolyázó Egylet játékosai testületileg kiléptek és együttesen, mint komplett csapat jelentkeztek felvételre az MTK egyesületénél.
A második világháború után jelentős szerepet vállalt a bombatámadás által sújtott városligeti műjégpálya rendbehozatalában, majd később a jégkorongsport vezetésében is. Az MTK szakosztályának megszűnte után a többi játékossal együtt a Budapesti Postás csapatába igazolt. Pályafutását végül az Újpest Dózsánál fejezte be. 1958-ban egy külföldi túra során disszidált.

## Díjai, elismerései
- Magyar Köztársasági Érdemérem ezüst fokozat (1947)[2]